# Antweiler
Antweiler é um município da Alemanha localizado no distrito de Ahrweiler, na associação municipal de Verbandsgemeinde Adenau, no estado da Renânia-Palatinado.

## Demografia
Evolução da população (em 31 de dezembro de cada ano):
| - 1815 – 216 - 1835 – 307 - 1871 – 277 - 1905 – 317 - 1939 – 457 - 1950 – 614 | - 1961 – 554 - 1965 – 555 - 1970 – 552 - 1975 – 508 - 1980 – 474 - 1985 – 518 | - 1987 – 551 - 1990 – 590 - 1995 – 611 - 2000 – 580 - 2005 – 565 |

 Datenquelle: Statistisches Landesamt Rheinland-Pfalz